# Izpuščaj
Izpuščáj, príšč ali eksantém so enakomerno ali neenakomerno raztresene kožne vzbrsti (eflorescence) po površju telesa. Bežni kožni izpuščaj zaradi različnih vzrokov, npr. alergijskih reakcij ali infekcijskih bolezni, se imenuje osíp.

## Vzroki
Izpuščaj je lahko posledica različnih dejavnikov:
- snovi, ki dražijo kožo (strupene rastline, snovi v kozmetičnih izdelkih, nakit, tkanine, lateks ...)
- infekcijskih bolezni
  - virusnih okužb (npr. pasovec)
  - glivičnih okužb (npr. kandidoza)
  - bakterijskih okužb (npr. impetigo)
- resnih bolezni (bolezni jeter, ledvic, nekatere oblike raka)
- žuželk ali zajedavcev (npr. garje)
- kroničnih kožnih bolezni (npr. mozoljavost, luskavica, ekcem)
- zdravil

Pri otrocih so izpuščaji najpogosteje posledica okužb, zlasti tistih, ki jih povzročajo virusi (ošpice, škrlatinka, rdečke, peta bolezen ...). Pri določanju povzročitelja so lahko v pomoč značilna morfologija izpuščaja, njegova razporeditev po telesu in časovni potek pojavljanja.